# Gare de Matagne-la-Petite
Ne doit pas être confondu avec gare de Matagne-la-Grande.
La gare de Matagne-la-Petite est une ancienne gare ferroviaire belge de la ligne 156, de Hastière à Anor située à Matagne-la-Petite, section de la commune de Doische, en région wallonne dans la province de Namur.
Mise en service en 1864 par la Compagnie de Chimay, elle ferme en 1954.

## Situation ferroviaire
La gare de Matagne-la-Petite se trouvait au point kilométrique (PK) 17,4 de la ligne 156, de Hermeton-sur-Meuse (Hastière) à Anor (France), via Mariembourg et Chimay entre les gares de Romerée et de Matagne-la-Grande.

## Histoire
La Société anonyme du chemin de fer de Mariembourg à Chimay (Compagnie de Chimay) reçoit la concession d'un chemin de fer reliant ces deux villes et se prolongeant en direction de la vallée de la Meuse. La section de Mariembourg à Doische est livrée à l'exploitation le 30 mars 1864.
La gare de Matagne-la-Petite, dépourvue de rampe de déchargement, est mentionnée en 1866.
La section de Hastière à Mariembourg ferme aux voyageurs le 17 octobre 1954 et est mise hors-service. La voie est finalement enlevée en 1978.

## Patrimoine ferroviaire
Le bâtiment des voyageurs, du même type que les gares de Romerée et Matagne-la-Grande, est réhabilité en habitation. La ligne est aménagée en RAVeL depuis 1990.